# Max & Maja på det magiska museet
Max & Maja på det magiska museet (tjeckiska: Hurvínek a kouzelné muzeum) är en animerad tjeckisk film från 2017 i regi av Inna Jevlannikova och Martin Kotik efter ett manus av Sergej Zernov och Martin Kotik.

## Handling
Max och Maja hittar ett magiskt gammalt dockmuseum och råkar av misstag aktivera en disk som gör alla dockorna levande.

## Rollista
- Martin Klásek – Hurvínek Spejbl / Josef Spejbl, Hurvínkeks far
- Helena Štáchová – Mánička, Hurvíneks kompis / lärare Kateřina Hovorková, Maničkas docka
- Ondřej Lážnovský – hunden Žeryk / marionettdrake
- Jan Vondráček – dockan Bastor
- Ota Jirák – dockan Bručoun
- Petr Rychlý – dockan Popleta
- Vilém Udatný – dockan Chytrák
- Martin Dejdar – dockan Čert
- Jiří Lábus – dockan Čert
- Václav Vydra – arbetare / pantomimhäst
- Zbyšek Pantůček – arbetare / spårvagnschaufför / lärare / mannen med glasögon / kör
- Libor Terš – borgmästare / muskeldocka
- Jana Postlerová – skvaller-Pěnkavová
- Jitka Sedláčková – skvaller-Sýkorová
- Michaela Frkalová-Klenková – dockan Baletka
- Ivo Novák – cyklist / kör
- Marie Šimsová – övriga röster
- Jana Kotíková – övriga röster / kör
- Štěpánka Fingerhutová – övriga röster / kör
- Jiří Urbánek – övriga röster / kör
- Vít Panovec – övriga röster / kör
- Šimon Matějíček – övriga röster / kör
- Kateřina Kotíková – övriga röster / kör
- Veronika Kotíková – övriga röster / kör

### Svenska röster
- Max (Harvie) – Edvin Ryding
- Maja (Monica) – Hanna Berg
- Joseph Spejbl – Dick Eriksson
- Smarter (Brainy) – Jonas Bergström
- Trumper (Grumpy) – Anders Byström
- Dummer (Dimwit) – Mikael Regenholz
- Bastor – Bengt Järnblad
- Borgmästaren (Mayor) – Anders Öjebo
- Fru Hassel (Mrs Titmouse) – Vicki Benckert
- Fru Sissel (Mrs Siskin) – Charlotte Ardai Jennefors
- Fru Katarina (Mrs Katarina) – Annelie Bhagavan
- Djävul 1 (Devil 1) – Mikael Regenholz
- Djävul 2 (Devil 2) – Joakim Tidermark
- Övriga röster – Dick Eriksson, Mikael Regenholz, Annelie Bhagavan, Henrik Ståhl, Alice Sjöberg Brise, Anders Byström, Joakim Tidermark
- Inspelningstekniker och regi – Johan Pettersson[förtydliga] & Mikael Regenholz
- Översättning och sånger – Joakim Tidermark
- Producent – Hans-Henrik Engström
- Mix – Bernt Eklund
- Svensk produktion producerad av Nordic United[5][6]